# Бринє (тунель)
Тунель Бринє (хорв. Tunel Brinje) — чотирисмуговий тунель в Хорватії, складова автостради А1, розташована між розв'язками Бринє та Жута-Локва. Тунель Бринє розташовано безпосередньо на південь від тунелю Мала Капела, найдовшого тунелю Хорватії.
A1 — платна автомагістраль, плату за проїзд тунелем стягують під час оплати проїзду магістраллю. Окремої плати за проїзд тунелем немає.

## Характеристика
Тунель Бринє складається з двох труб, відкритих для руху в 2004 році. Довжина труби тунелю, що прямує до півночі, становить 1542 м, тоді як південна труба — 1540 м. Північний портал тунелю розташований на висоті 496 м над р.м., а його південний портал — 495 м над р.м.. Проїзні частини тунелю складаються з двох проїзних смуг завширшки 3,5 м та двох крайових смуг шириною 0,35 м. В обох тунелях є оглядові тротуари завширшки 0,9 м.
Тунель оснащений найновішими системами управління дорожнім рухом та безпеки, включаючи відеоспостереження, автоматичне виявлення заторів та системи змінних інформаційних знаків дорожнього руху. Є три проходи, що сполучають дві тунельні труби, до яких можна дійти пішки. Також, тунель має засоби пожежогасіння та системи виявлення пожежі.
Електронне обладнання тунелю полегшує використання двох УХЧ-частот (HR1 102,3 МГц та HR2 97,5 МГц) та використання стільникових телефонів.
Обмеження швидкості в тунелі — 100 км/год.